# Котвич
Котвич (бел. Котвіч, пол. Kotwicz, Ćwieki, Kotłicz, Kottwitz, Kotwic) — фамильный шляхетский герб, которым пользовались более 70 родов Великого княжества Литовского (их представители проживали на территории нынешних Белоруссии, Украины и Литвы) и Польши.
В Польше известен с 1281 года, позже широко распространён в Великом княжестве Литовском.

## Описание
Герб имеет в серебряном поле червлёный пояс. Наверху расположен шлем со шляхетской короной, в нашлемнике — рука в латах с оголённым мечом, вправо.

## История
Принято считать, что герб этот в XIII веке перенесён из Австрии, после того как оттуда в Силезию переселились братья Ян и Генрих Понеры (пол. Pohnerami zwali się), которые пользовались печатью с таким гербом. Наиболее древний из сохранившихся оттиск подобной печати датируется 1357 годом, самое раннее документальное упоминание самого герба — 1422.

## Герб используют
Бандзинские (Bandziński), Боднеры (Bodner), Хмельники (Chmielnik), Цвеки (Ćwieki), Чаплицкие (Czaplicki), Длуские (Dłuski), Дзегановские (Dzieganowski), Гилевичи (Gilewicz), Гилевские (Gilewski), Гилёвские (Gilowski), Гланицкие (Głanicki), Голанецкие (Gołaniecki), Голицкие (Golicki), Голыцкие (Gołycki), Горчинские (Gorczyński), Гродлинские (Grodlinski), Хаянские (Hajański), Хелмидовские (Hełmidowski), Хемидовские (Hemidowski), Херничеки (Herniczek), Хоткевичи (Hoitkiewicz), Ирбанские (Ibrański), Иппохорские (Ippohorski), Иппохорские-Ленкевичи (Ippohorski-Lenkiewicz), Позорские-Ленковичи (Pochorski-Łenkowicz), Ясецкие (Jasiecki), Ясенецкие (Jasieniecki), Едлецкие (Jedlecki), Калецкие (Kalecki), Каленковские (Kalenkowski), Каленцкие (Kalęcki), Каленчинские (Kalęczyński), Калиневичи (Kaliniewicz), Кенсминские (Kęsmiński, Kęśmiński), Колинкевичи (Kolinkiewicz), Коморовские (Komorowski), (Корицкие (Korycki), Кожицкие (Korzycki), Котфичи (Kotficz), Котвицкие (Kotwicki), Котвичи (Kotwicz), Кршицкие (Krzycki), Куниковские (Kunikowski), Ленгевичи (Lengiewicz), Ленковичи (Łenkowicz), Линкевичи (Linkiewicz), Мархлевские (Marchlewski), Микоша (Mikosza), Маколинские (Mąkoliński), Мухлицкие (Muchlicki), Мухлинские (Muchliński), Мучинские (Muczyński), Ольбротовские (Olbrotowski), Похнеры (Pochner), Радомицкие (Radomicki), Ремары (Remar), Сасины (Sasin), Сестрженовичи (Siestrzencowicz), Сильхеймы (Silheim, Silhen, Sylchen), Смолицкие (Smolicki), Смолики (Smolik), Смуликовские (Smulikowski), Струпинские (Strupiński), Стржалинские (Strzaliński), Стржала (Strzała), Сведерские (Swęderski), Сильхановские (Sylchanowski), Темрицы (Temric), Толкачи (Tołkacz), Тыльковские (Tylkowski), Вензиковские (Wężykowski), Вильковские (Wilkowski) Врышкольские (Wryszkolski), Врышковские (Wryszkowski), Выржиковские (Wyrzykowski), Зцеляраты (Zceleraty, Zeceleraty), Згурские (Zgorski, Zgórski), Зукинские, Жукинские (Zukiński, Żukiński, Żukliński.